# Sha-La-La-La-Lee
"Sha-La-La-La-Lee" is de derde single van de Britse rockgroep Small Faces. Decca Records gaf deze op 28 januari 1966 uit.
In een poging succes te garanderen, liet bandmanager Don Arden een liedje schrijven door Kenny Lynch en Mort Shuman, die meer poppy muziek schreven dan de gewoonlijke rhythm-and-blues van de Small Faces zelf. Lynch verzorgde tevens de muzikale productie en Gus Dudgeon (destijds nog niet werkzaam als producent) was geluidstechnicus van dienst. Op de B-kant stond het door de bandleden geschreven liedje "Grow Your Own". De single bereikte de derde plaats in de Britse hitlijst en was daarmee de eerste top tien-hit van de Small Faces.
Het liedje werd onder meer vertolkt door The Rattles en Plastic Bertrand.

## Uitgaven
Britse uitgave (1966, Decca F.12317)
- A: "Sha-La-La-La-Lee" (2:55)
- B: "Grow Your Own" (2:18)

Franse uitgave (1966, Decca 457.106)
- A1: "Sha-La-La-La-Lee" (2:55)
- A2: "Grow Your Own" (2:18)
- B1: "It's Too Late" (2:35)
- B2: "I've Got Mine" (2:55)

Britse heruitgave (1983, Old Gold Records OG 9344)
- A: "Sha-La-La-La-Lee" (2:55)
- B: "Whatcha Gonna Do About It?" (1:56)

## Musici
- Ronnie Lane - basgitaar, zang
- Ian McLagan - Hammondorgel
- Kenney Jones - drums
- Steve Marriott - zang, gitaar

## Hitnoteringen

### Nederlandse Top 40
Het was het eerste nummer van The Small Faces, dat de Nederlandse Top 40 (de Single Top 100 bestond nog niet) hitparade wist te bereiken.
| Hitnotering: week 11/1966 t/m 14/1966 | Hitnotering: week 11/1966 t/m 14/1966 | Hitnotering: week 11/1966 t/m 14/1966 | Hitnotering: week 11/1966 t/m 14/1966 | Hitnotering: week 11/1966 t/m 14/1966 | Hitnotering: week 11/1966 t/m 14/1966 |
| Week:                                 | 1                                     | 2                                     | 3                                     | 4                                     |                                       |
| ------------------------------------- | ------------------------------------- | ------------------------------------- | ------------------------------------- | ------------------------------------- | ------------------------------------- |
| Positie:                              | 40                                    | 38                                    | 37                                    | 31                                    | uit                                   |

### Britse Single Top 50
| Hitnotering: 12-02-1966 t/m 29-04-1966 | Hitnotering: 12-02-1966 t/m 29-04-1966 | Hitnotering: 12-02-1966 t/m 29-04-1966 | Hitnotering: 12-02-1966 t/m 29-04-1966 | Hitnotering: 12-02-1966 t/m 29-04-1966 | Hitnotering: 12-02-1966 t/m 29-04-1966 | Hitnotering: 12-02-1966 t/m 29-04-1966 | Hitnotering: 12-02-1966 t/m 29-04-1966 | Hitnotering: 12-02-1966 t/m 29-04-1966 | Hitnotering: 12-02-1966 t/m 29-04-1966 | Hitnotering: 12-02-1966 t/m 29-04-1966 | Hitnotering: 12-02-1966 t/m 29-04-1966 | Hitnotering: 12-02-1966 t/m 29-04-1966 |
| Week:                                  | 1                                      | 2                                      | 3                                      | 4                                      | 5                                      | 6                                      | 7                                      | 8                                      | 9                                      | 10                                     | 11                                     |                                        |
| -------------------------------------- | -------------------------------------- | -------------------------------------- | -------------------------------------- | -------------------------------------- | -------------------------------------- | -------------------------------------- | -------------------------------------- | -------------------------------------- | -------------------------------------- | -------------------------------------- | -------------------------------------- | -------------------------------------- |
| Positie:                               | 30                                     | 18                                     | 7                                      | 5                                      | 6                                      | 3                                      | 4                                      | 7                                      | 12                                     | 24                                     | 37                                     | uit                                    |